# Pseudoeurycea
Pseudoeurycea – rodzaj płazów ogoniastych z podrodziny Hemidactyliinae w rodzinie bezpłucnikowatych (Plethodontidae).

## Zasięg występowania
Rodzaj obejmuje gatunki występujące w górskich obszarach stanów Guerrero i Tamaulipas na wschodzie i południu przez Meksyk do Gwatemali.

## Systematyka

### Etymologia
- Pseudoeurycea: gr. ψευδος pseudos „fałszywy”; rodzaj Eurycea Rafinesque, 1822[5].
- Lineatriton: epitet gatunkowy Spelerpes lineola Cope, 1865 (łac. linea, zdrob. lineola „linia”, od linum „len, nić, sznurek”, od gr. λινον linon „len”)[6]; triton „traszka, salamandra”[7]. Gatunek typowy: Spelerpes lineola Cope, 1865.

### Podział systematyczny
Do rodzaju należą następujące gatunki:

- Pseudoeurycea ahuitzotl Adler, 1996
- Pseudoeurycea altamontana (Taylor, 1939)
- Pseudoeurycea amuzga Pérez-Ramos & Saldaña de la Riva, 2003
- Pseudoeurycea anitae Bogert, 1967
- Pseudoeurycea aquatica Wake & Campbell, 2001
- Pseudoeurycea aurantia Canseco-Márquez & Parra-Olea, 2003
- Pseudoeurycea brunnata Bumzahem & Smith, 1955
- Pseudoeurycea cochranae (Taylor, 1943)
- Pseudoeurycea conanti Bogert, 1967
- Pseudoeurycea exspectata Stuart, 1954
- Pseudoeurycea firscheini Shannon & Werler, 1955
- Pseudoeurycea gadovii  (Dunn, 1926)
- Pseudoeurycea goebeli (Schmidt, 1936)
- Pseudoeurycea granitum García-Bañuelos, Aguilar-López, Kelly-Hernandez, Vásquez-Cruz, Pineda-Arredondo & Rovito, 2020
- Pseudoeurycea jaguar Cázares-Hernández, Jimeno-Sevilla, Rovito, López Luna & Canseco-Márquez, 2022
- Pseudoeurycea juarezi Regal, 1966
- Pseudoeurycea kuautli Campbell, Brodie, Blancas-Hernández & Smith, 2013
- Pseudoeurycea leprosa (Cope, 1869)
- Pseudoeurycea lineola (Cope, 1865)
- Pseudoeurycea longicauda Lynch, Wake & Yang, 1983
- Pseudoeurycea lynchi Parra-Olea, Papenfuss & Wake, 2001
- Pseudoeurycea melanomolga (Taylor, 1941)
- Pseudoeurycea mixcoatl Adler, 1996
- Pseudoeurycea mixteca Canseco-Márquez & Gutiérrez-Mayén, 2005
- Pseudoeurycea mystax Bogert, 1967
- Pseudoeurycea nigromaculata (Taylor, 1941)
- Pseudoeurycea obesa Parra-Olea, García-París, Hanken & Wake, 2005
- Pseudoeurycea orchileucos (Brodie, Mendelson & Campbell, 2002)
- Pseudoeurycea orchimelas (Brodie, Mendelson & Campbell, 2002)
- Pseudoeurycea papenfussi Parra-Olea, García-París, Hanken & Wake, 2005
- Pseudoeurycea rex (Dunn, 1921)
- Pseudoeurycea robertsi (Taylor, 1939)
- Pseudoeurycea ruficauda Parra-Olea, García-París, Hanken & Wake, 2004
- Pseudoeurycea saltator Lynch & Wake, 1989
- Pseudoeurycea smithi (Taylor, 1939)
- Pseudoeurycea tenchalli Adler, 1996
- Pseudoeurycea teotepec Adler, 1996
- Pseudoeurycea tlahcuiloh Adler, 1996
- Pseudoeurycea tlilicxitl Lara-Góngora, 2003
- Pseudoeurycea unguidentis (Taylor, 1941)
- Pseudoeurycea werleri Darling & Smith, 1954